# Kay Kyser
Kay Kyser (ur. 18 czerwca 1905 w Rocky Mount, zm. 23 lipca 1985) – amerykański wokalista i aktor.

## Filmografia
- 1939: That’s Right – You’re Wrong jako Kay Kyser
- 1942: Mój ulubiony szpieg jako Kay Kyser
- 1944: Carolina Blues jako Kay Kyser

## Wyróżnienia
Posiada dwie gwiazdy na Hollywoodzkiej Alei Gwiazd.